# Bay Area Rapid Transit
Pour les articles homonymes, voir Bart.
Le BART (acronyme de San Francisco Bay Area Rapid Transit, devenu un nom) est un système de trains de voyageurs rapide à traction électrique qui dessert l'agglomération de la baie de San Francisco (Californie), et notamment les municipalités de San Francisco, Oakland, Berkeley, Fremont et Walnut Creek. Il dessert directement l'aéroport international de San Francisco grâce à une station située dans le nouveau terminal international.
Mis en service le 11 septembre 1972, le BART, classé dans la catégorie métro (heavy rail) par l'APTA (Association américaine des transports urbains publics) car entièrement en site propre (sans passage à niveau), est composé de cinq lignes, toutes à voie large (1 676 mm d’écartement). Ce réseau, par ces caractéristiques, se rapproche de celles d'un RER comme celui de l'Ile-de-France par exemple. Le réseau métro à traction électrique compte en effet 192 km de voies doubles pour 48 stations. Les rames du BART sont partiellement commandées de manière automatique et roulent à une vitesse maximum de 112 km/h.
Le réseau est complété par une ligne de navette automatisée, la Coliseum-Oakland Line (BART-OAK Connector) desservant l'aéroport international d'Oakland, ainsi que par un système de métro léger exploité sous le nom de Muni Métro.
Le réseau ferroviaire de l'agglomération de San Francisco comprend également deux lignes régionales express, la ligne Caltrain dont la modernisation et le passage à l'électrification sont en cours et la ligne eBART (en), à voie normale, exploitée avec des véhicules diesel, mise en service en mai 2018, qui prolonge de 16 km avec deux stations une ligne du BART à partir de la station Pittsburg/Bay Point Station jusqu'à Antioch.
Le réseau exploité par BART comprend cinq lignes de métro utilisant partiellement les mêmes voies dont quatre passent par le Transbay Tube, deux navettes vers les aéroports d'Oakland et de San Francisco, ainsi que le eBART. Ainsi défini, il atteint 211,5 km dont 54 km de voies aériennes; 104,8 km de voies en surface et 52,8 km de voies souterraines. Ce réseau comprend au total 50 stations dont 19 stations en surface, 15 stations aériennes et 16 stations souterraines.

## Historique
Un chemin de fer électrique souterrain est proposé pour la première fois au début des années 1900 par Francis "Borax" Smith. Le tracé du BART actuel fut autrefois desservi par les tramways électriques et le réseau de trains de banlieue du Key System. Du début du XXe siècle jusqu'en 1958, tramways et trains de grands gabarits roulaient sur le pont inférieur du Bay Bridge. Dans les années 1950 l'ensemble du Key System est massivement démantelé en faveur des transports routiers, voitures individuelles et autobus, soutenus par une croissance explosive de construction de routes.

### Un projet long à mettre en œuvre

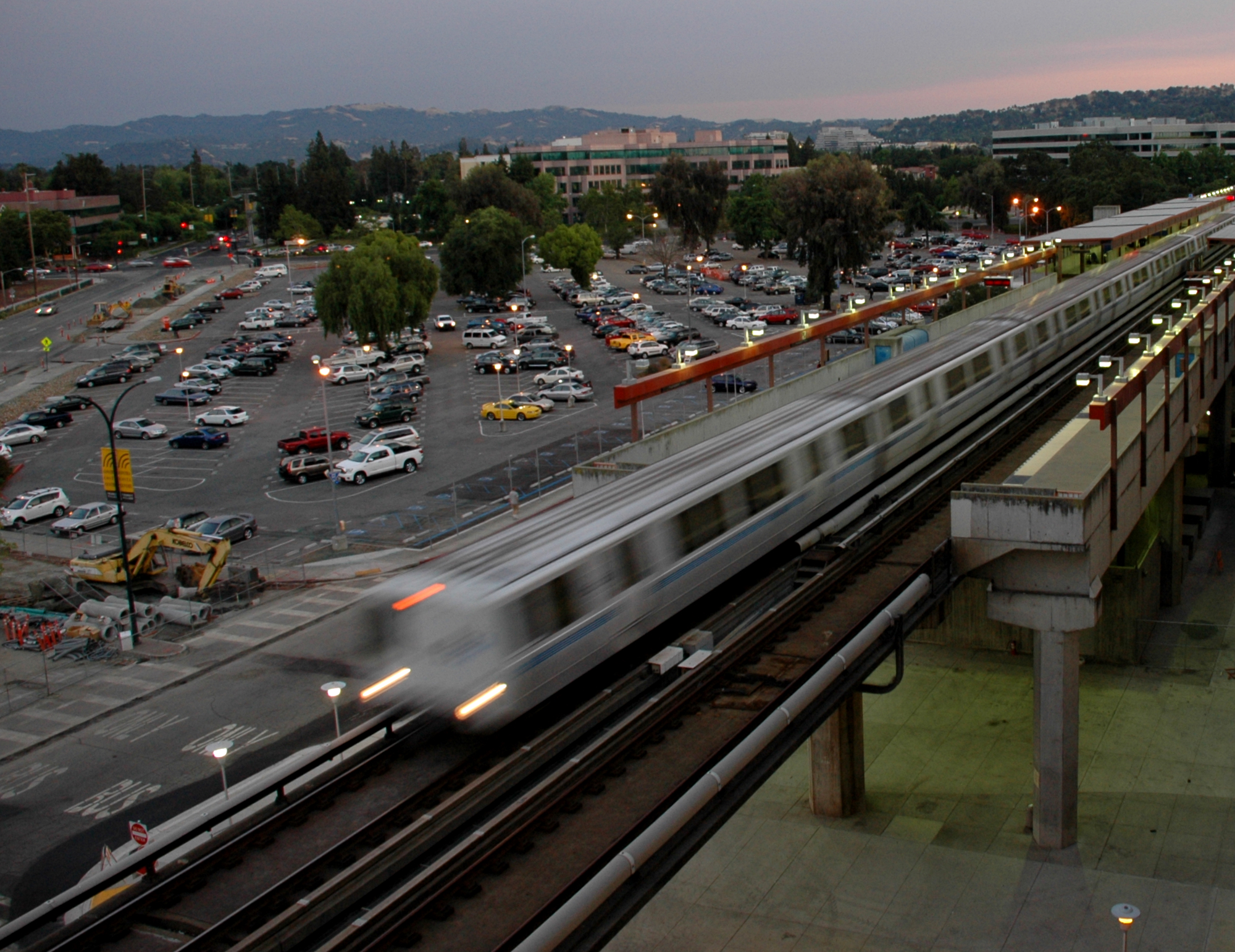
Le BART station Pittsburg / Baypoint

Les propositions d'un système de transport rapide moderne commencent en 1946 dans la région de la baie. En janvier 1947 le groupe de travail Armée-Marine conclut que la réalisation d'un passage de la baie devient nécessaire et que la seule solution viable est de l'exploiter sous forme de tunnel. La planification du réseau et du chantier prend forme en 1950. En 1951, le législateur de Californie approuve la création à San Francisco de la Bay Area Rapid Transit Commission dans le but d'étudier les besoins de transport à long terme de la région de la baie. La commission du rapport final de 1957 conclut que le plus rentable pour la région de la baie serait, en accord avec les conclusions de l'Armée Marine, de former un système de transport de district chargé de la construction et de l'exploitation d'une nouvelle infrastructure ferroviaire à grande vitesse reliant les villes et les banlieues réunies autour de la baie de San Francisco. Cinq comtés formant le BART District (Alameda, Contra Costa, Marin, San Francisco et San Mateo) ont été inclus dans la planification initiale de la Commission. Santa Clara (San José) décide de construire un système d'autoroutes ce qui explique que la ville ne faisait pas partie du projet original.
En 1959, une loi d'Etat est votée permettant de financer l'ensemble du coût de la construction du tunnel sous la baie grâce aux bénéfices engendrés par le péage du Bay Bridge. Les études sismiques sont réalisées en 1959. En 1961, un plan final pour le nouveau système est envoyé aux conseils des autorités de contrôle de chacun des cinq comtés. En avril 1962 le comté de San Mateo prend la décision de se retirer du projet, en invoquant les coûts élevés, les services fournis par les trains de banlieue et surtout la crainte de voir de plus en plus de clients quitter leur comté pour les magasins de San Francisco. Le comté de Marin quitte le projet en mai en raison des objections du conseil d'administration de la Golden Gate Bridge et de ses ingénieurs.

#### Un projet citoyen
Les plans du BART Commission sont finalement approuvés par les électeurs des trois autres comtés participant en novembre 1962.Les électeurs ont approuvé une émission d'obligations de 792 millions de dollars pour financer un système de transport en commun à grande vitesse de 115 km, composé de 33 stations desservant 17 communautés dans les trois comtés. La proposition comprenait également un autre projet de transport en commun : la reconstruction de 5,6 km du tunnel du chemin de fer municipal (Market Street Subway).
Le coût supplémentaire du Transbay Tube - estimé à 133 millions de dollars - devait provenir d'obligations émises par la California Toll Bridge Authority garanties par les revenus futurs du Bay Area Bridge. Le coût supplémentaire du matériel roulant, estimé à 71 millions de dollars, devait être financé principalement par des obligations émises en contrepartie des revenus d'exploitation futurs. Ainsi, le coût total du système, à partir de 1962, était projeté à 996 millions de dollars. C'est alors le plus grand projet de travaux publics jamais entrepris aux États-Unis par les citoyens locaux.

### La construction duTransbay Tube
Le tunnel sous la baie de San Francisco a été initialement conçu en 1920 par le général George Washington Goethals, constructeur du canal de Panama. L'alignement alors proposé est presque exactement le même que celui qui sera finalement construit.  

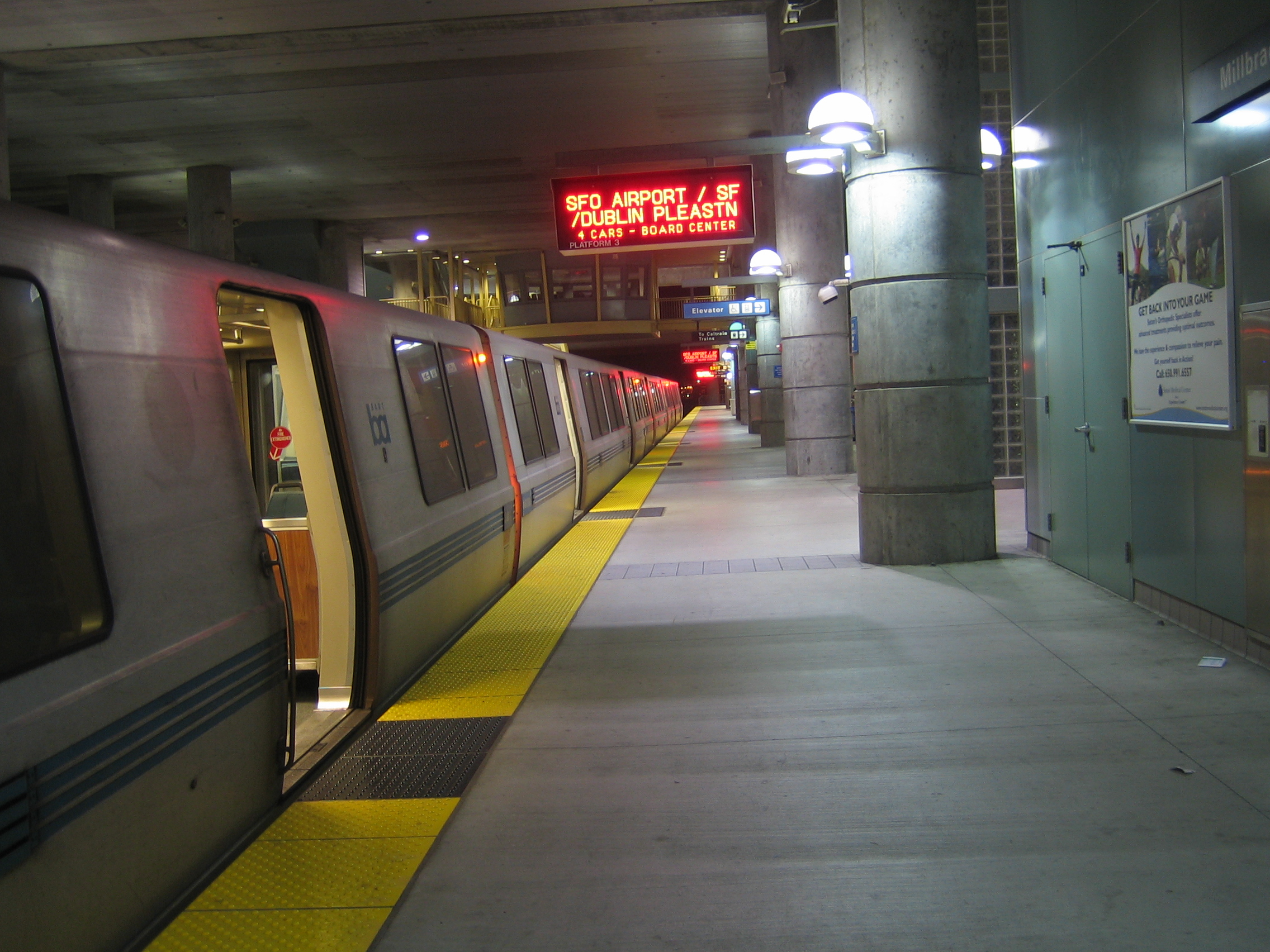
Le Bart à Millbrae

En novembre 1966, la première des cinquante-sept sections géantes en acier et en béton du Transbay Tube a été positionnée au fond de la baie. Le tube, 5,8 km au total, est constitué de ces cinquante-sept sections individuelles qui sont construites sur terre et remorquées dans la baie par une grande barge. Ils sont ensuite placés dans l'eau, descendus dans une tranchée remplie de sol mou en utilisant la boue et le gravier pour niveler le fond de la baie le long du Tunnel. Une fois que les sections sont mises en place, les cloisons à chaque extrémité de chacune des sections sont supprimées et une couche protectrice de sable et de gravier est enroulée afin de le protéger et d'en assurer l'étanchéité. Le Transbay Tube est terminé en août 1969. Il aura coûté environ 180 millions de dollars en 1970. Les voies et l'électrification seront achevées en 1973. Le Transbay Tube, immergé à 41 mètres sous le niveau de l'eau, sera mis en service en septembre 1974.
Le terminus ouest du Tube se connecte directement au centre-ville de San Francisco à Market Street, près du Ferry Building, à l'est du Bay Bridge. Le tube passe sous le pont entre la péninsule de San Francisco et de Yerba Buena Island, et ressort à Oakland, à hauteur de 7th Street le long de l'Interstate 880.

### Douze ans de travaux
La construction commence en juin 1964 sous la présidence de Lyndon Johnson qui inaugure une piste d'essai de sept km entre Concord et Walnut Creek dans le comté de Contra Costa.  

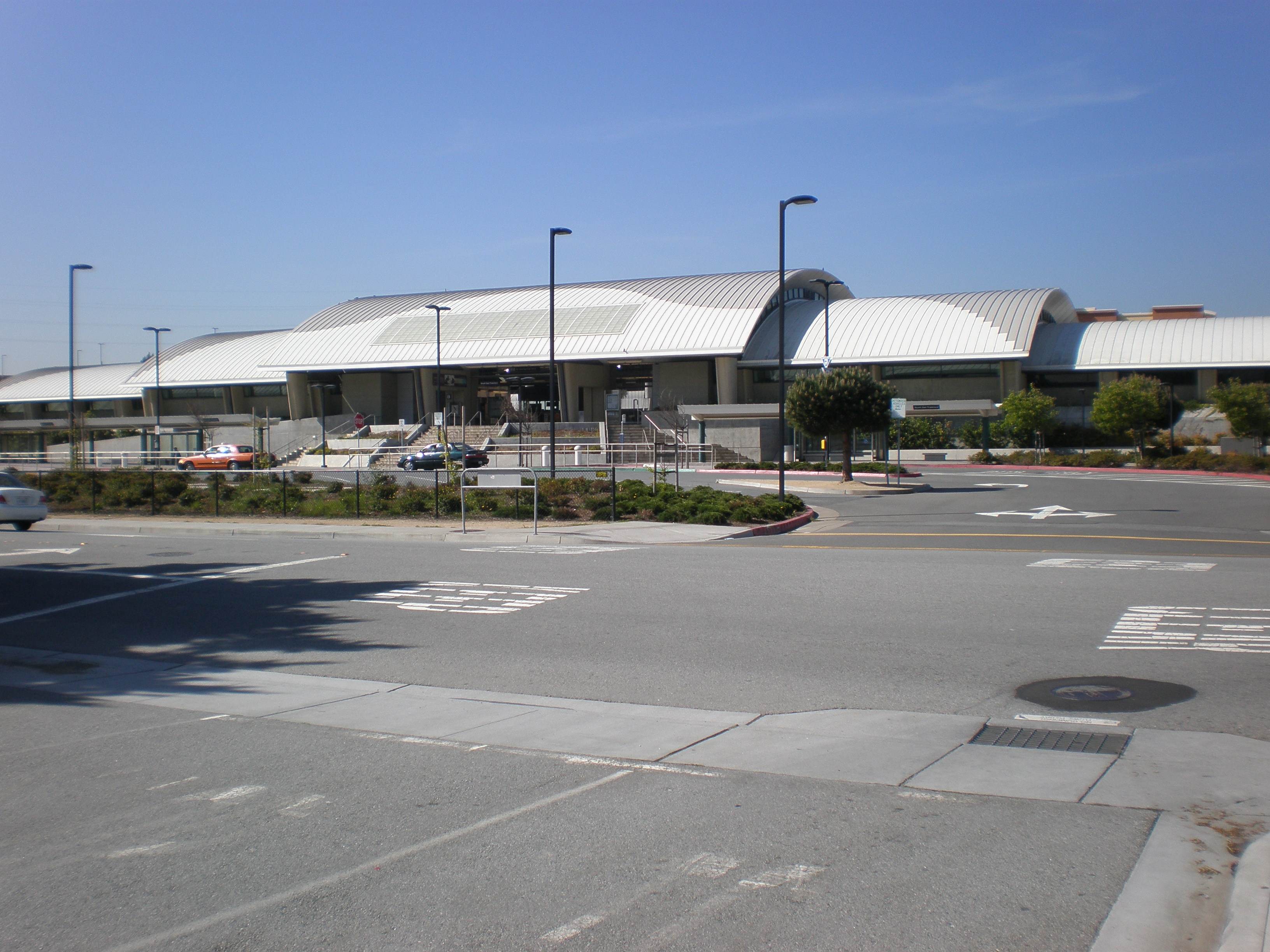
Station South San Francisco

La construction du métro d'Oakland a commencé en janvier 1966. Le forage de 5,1 km à travers la roche dure des collines de Berkeley entre Rockridge et Orinda a été achevé en février 1967.
Les travaux d'excavation du métro de Market Street au centre-ville de San Francisco pour permettre le passage des véhicules du futur métro et du métro léger commencent en juillet 1967, entre 24 et 30 mètres sous la surface. Le dernier forage du tunnel a été percé dans l'extrémité ouest de la gare de Montgomery Street le 27 janvier 1971. C'est l'achèvement des travaux de creusement de tunnels du métro à deux niveaux de Market Street, terminant six ans de construction de tunnels.
Le long de Market Street, les rames du BART circulent au niveau -3, tandis que le niveau -2 est utilisé par le Muni Metro. Cette section de ligne relie les lignes de tramway du Muni directement aux stations BART grâce à quatre stations de correspondance (de Embarcadero à Civic Center) .

Le premier tronçon du BART est ouvert au public le 11 septembre 1972 entre Oakland (station Mac Artur) et Fremont, sur la rive est de la baie. Deux semaines après la mise en service, le président Richard Nixon visite le nouveau système. 

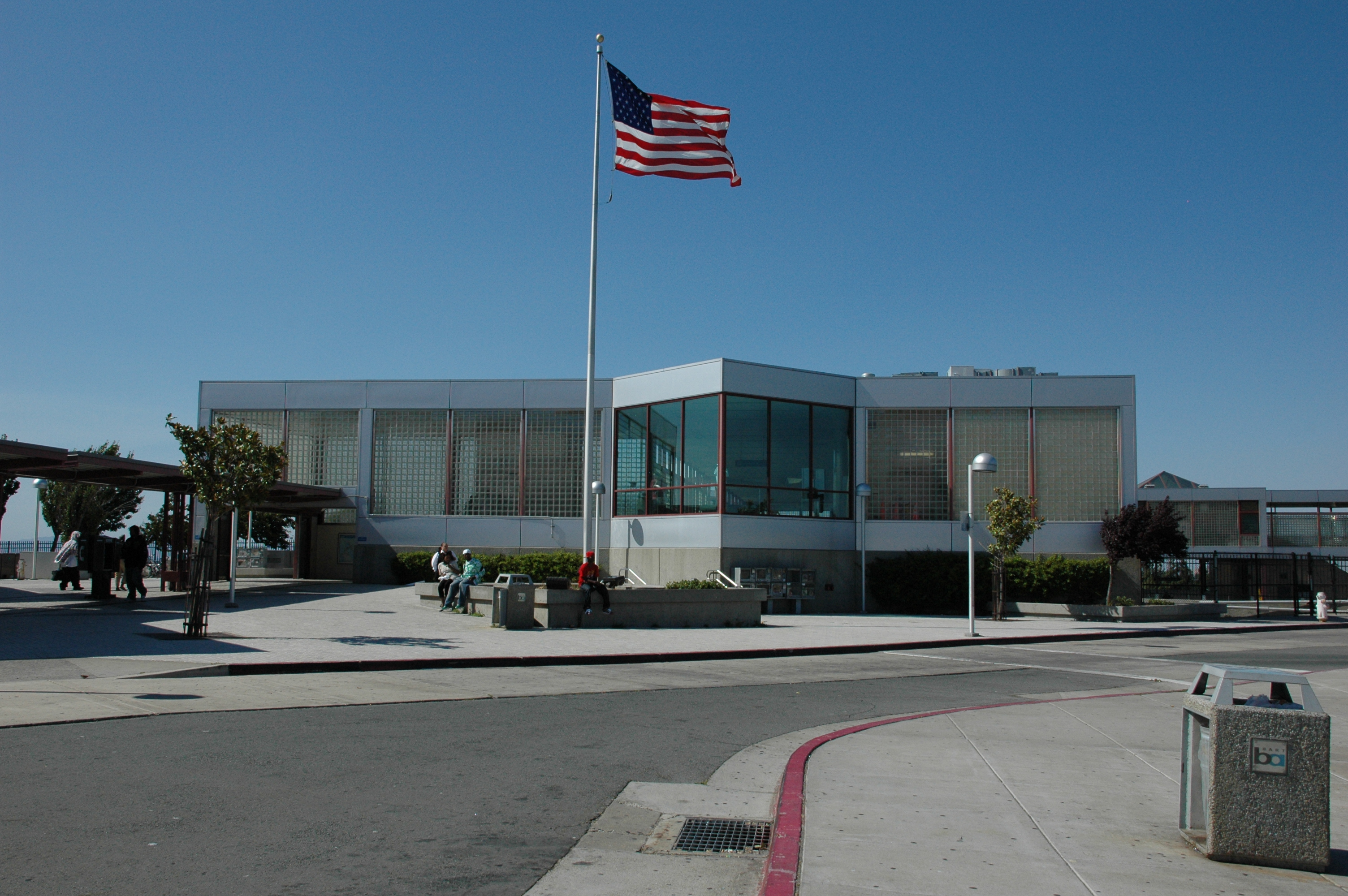
Station Pittsburg/Bay Point

Le projet tel que décidé en 1962 sera terminé en 1976 après douze ans de travaux pour un réseau de métro à grand gabarit de 115 km et 34 stations.

### Une seconde phase, 20 ans plus tard
C'est essentiellement la recherche de financement qui retarda le développement du réseau. C'est  seulement en 1991 que le BART peut aller de l'avant avec un programme d'expansion dans quatre directions simultanément. Le projet ajouterait 53 km de route et 10 stations pour un coût estimé de 2 à 6 milliards de dollars. Le financement provient de diverses sources, y compris les subventions fédérales. L'argent de l’État de Californie provient en grande partie de trois mesures de financement approuvées par les électeurs californiens en 1990. Un autre financement provient de la taxe de vente sur les transports des trois comtés du district BART et des péages des ponts.

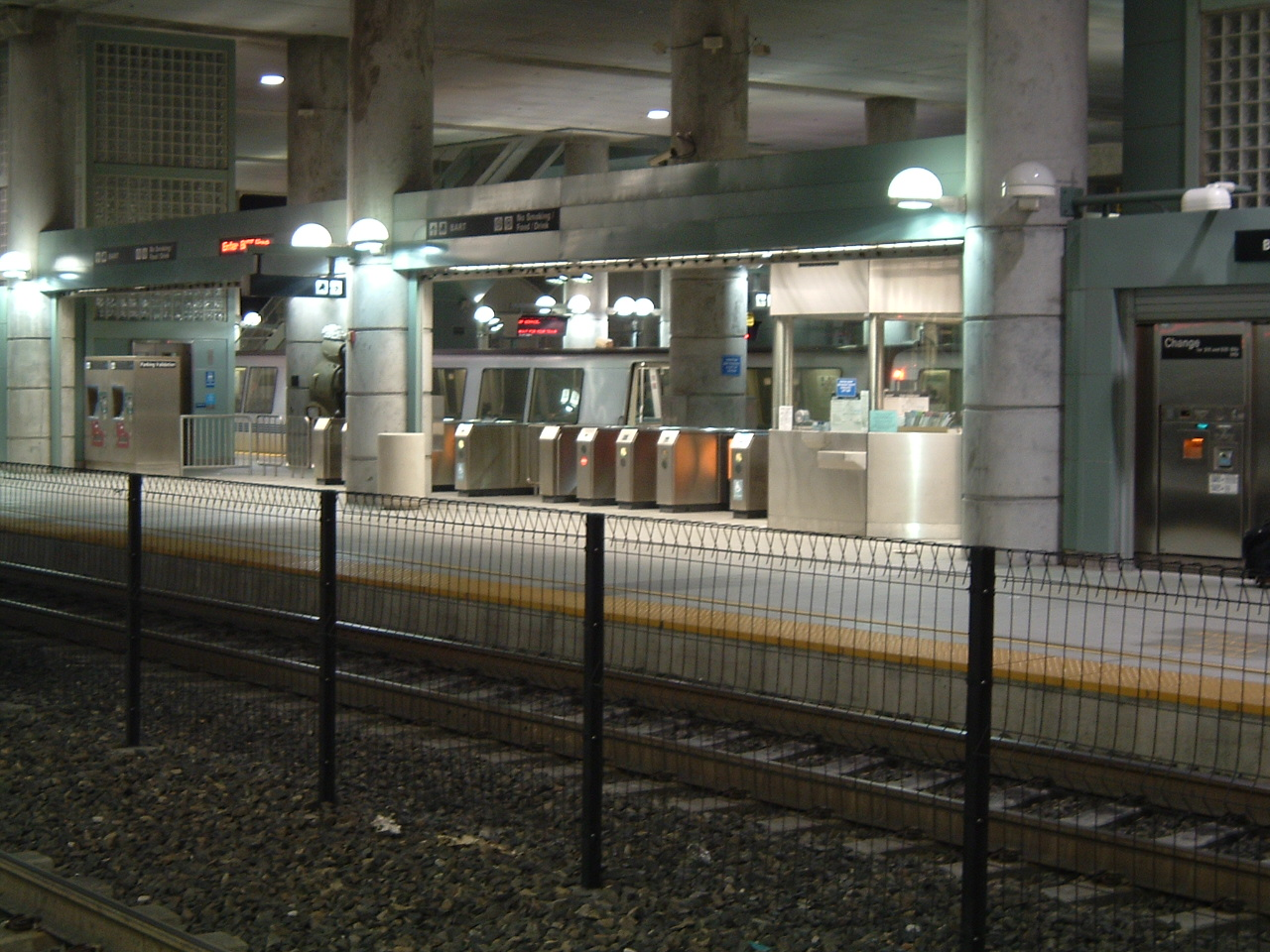
La station Millbrae

La construction est engagée en septembre 1991 d'abord avec le prolongement de 12,6 km dans l'est du comté de Contra Costa, à partir de Concord vers West Pittsburg.
La construction a également commencé en septembre 1991 pour la branche de 20,6 km de la ligne Fremont vers Dublin / Pleasanton dans l'est du comté d'Alameda. Cette section circulera le long de la médiane des routes Interstate 238 et l'Interstate 580.
À San Francisco, les travaux commencent en mars 1992 sur la première section d'extension au sud de la ville de Daly. Si le projet à long terme est de faire parvenir les trains BART jusqu'à l'aéroport international de San Francisco, les travaux sont alors limités à un projet de 139 millions de dollars pour fournir une nouvelle station et un parking de 400 places au-dessus de l'atelier de maintenance BART existant à Colma.
Faute de financement suffisant, ni l'extension vers l'aéroport international de San Francisco, ni la quatrième extension vers le sud jusqu'à Warm Springs/South Fremont ne seront alors mises en chantier.
Le projet d'extension vers l'aéroport international de San Francisco, 13 km avec quatre stations, n'est toutefois pas abandonné. Son coût élevé, 1,5 milliard de dollars, est assuré essentiellement par un financement fédéral de 750 millions de dollars qui ne sera obtenu qu'en juillet 1997. Les premiers contrats de construction sont signés ce même mois, la cérémonie de pose de la première pierre se déroule en novembre 1997, pour une ouverture prévue en décembre 2001. Le projet sera retardé à cause de problèmes financiers, techniques et du retard de la navette automatique de l'aéroport qui sera inaugurée en février 2003 (correspondance avec le BART à la station Garage G).

### La navette automatique BART - Aéroport International d'Oakland
Une liaison de transport entre l'aéroport international d'Oakland et la station Coliseum du BART et de l'Amtrak a été étudiée à plusieurs reprises par divers consultants depuis 1970. Mais l'estimation des coûts (environ 200 millions de dollars) a été jugée inacceptable par les politiciens et les électeurs du comté d'Alameda. Une étude du consultant Jakes Associates parvint en 1997 à réduire l'estimation des coûts à 130 millions de dollars en s'appuyant sur des technologies innovantes émergentes. Néanmoins le projet ne sera pas immédiatement poursuivi. Un regain d'intérêt fut relevé après que les électeurs du comté aient approuvé en novembre 2000 à 81% la hausse de 0,5% de la taxe de vente pour financer le transport, pendant 20 ans, incluant 66 millions de dollars pour une navette automatique. Dans la foulée fut réalisée en 2001-2002 une étude d'impact  à la suite de laquelle le projet est approuvé sous la forme d'une navette automatique (automated people mover). Six fournisseurs furent préqualifiés en août 2003 pour un projet de cinq km avec quatre stations qui devait coûter 232 millions US$,.
Mais le financement n'est pas entièrement bouclé, le projet prend du retard. Un addendum à l'étude d'impact final / rapport d'impact environnemental est publié en 2007. Avec le soutien de ses partenaires financiers, BART recherche un partenariat de financement public / privé. En mai 2007, le BART a lancé un appel à propositions aux trois consortiums alors préqualifiés pour un projet  clé-en-main de conception, construction, exploitation, maintenance, financement. Mais à la date limite de soumission en octobre 2008 aucune société n'avait répondu.
Début 2009 BART est à la recherche d'un financement public (fédéral, étatique, régional, local). BART relance en mai un appel à propositions clé-en-main, sans le financement, avec un coût objectif pour le projet de 484 millions de dollars. Quatre sociétés répondent en septembre, celle de Bombardier sera disqualifiée, parmi les trois autres, Mitsubishi avec le Crystal Mover, de Poma-Leitner avec un système à câble, du consortium Flatiron/Parsons avec le système à câble Doppelmayr, c'est cette dernière qui sera sélectionnée en décembre 2009 en raison de son montant à 440 millions de dollars. Le contrat signé en octobre 2010 comprend la construction ainsi que l'exploitation et la maintenance du système pendant 20 ans.
Inaugurée en novembre 2014 après quatre ans de construction, la ligne aérienne de cinq km comprend trois stations avec la station Doolittle Maintenance Facility et est desservie par quatre trains de trois véhicules roulant à intervalle de 280 secondes. La ligne est gérée par le BART. Le coût du projet est de 484 millions de dollars, conforme au budget de 2010.

### Vers la Silicon Valley

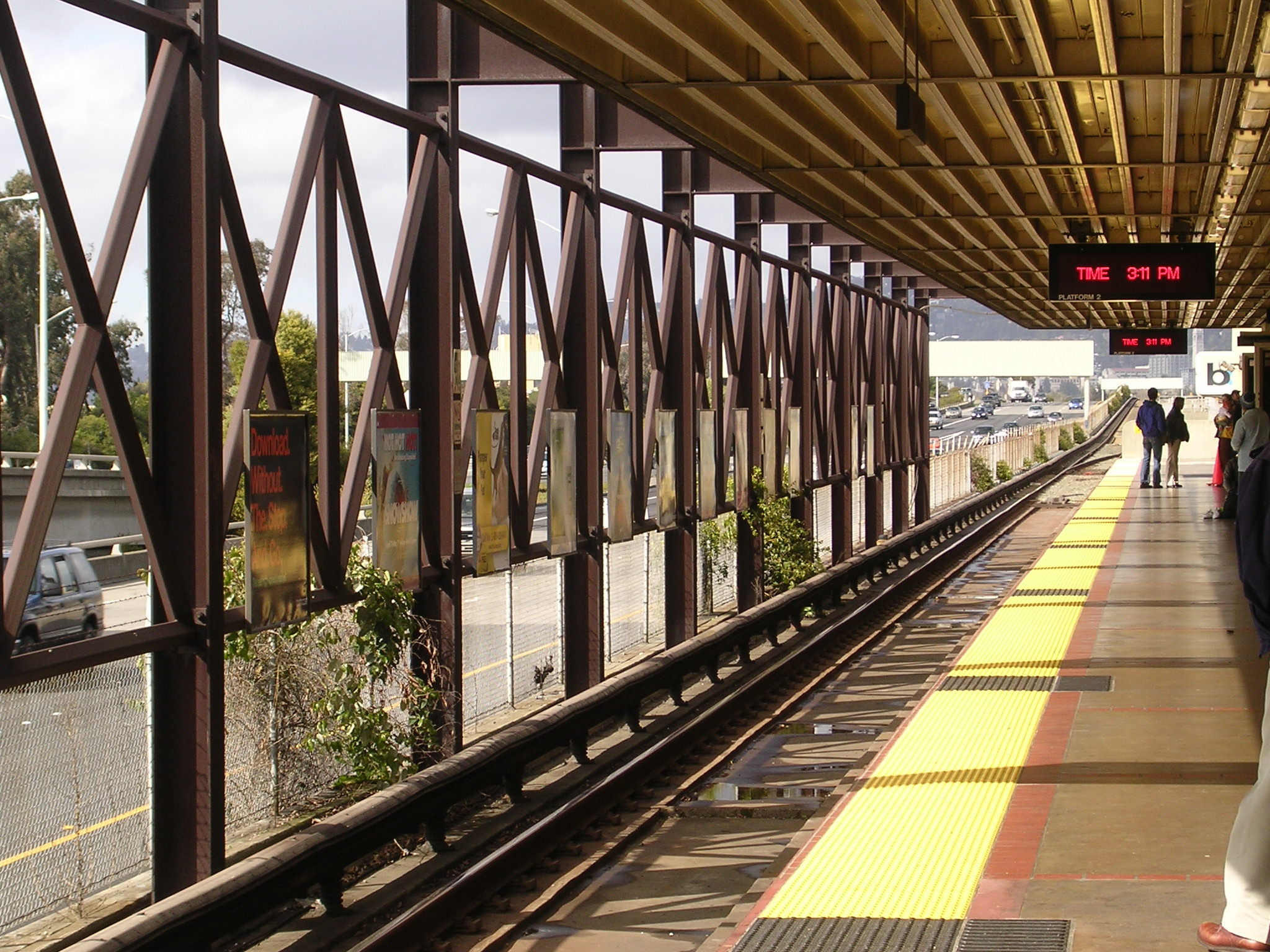
Station MacArthur

L'extension Warm Springs du BART a reçu un feu vert du gouvernement fédéral via la décision de la Federal Transit Administration du 24 octobre 2006. Les travaux commencent en 2010. Cette extension de 7,5 km du BART dans le sud du district de Fremont vers la frontière du comté de Santa Clara, a été mise en service en mars 2017.
Cette extension se poursuit vers San José avec deux stations supplémentaires ouvertes en juin 2020, ce qui constitue la première phase du projet VTA's BART Silicon Valley.

#### Résistance au tremblement de terre
Prévu pour résister aux tremblements de terre, le BART supporta celui du 17 octobre 1989.

### Historique des mises en service
Les ouvertures de lignes et de stations furent réalisées en deux phases, entre 1972 et 1976 et entre 1995 et 1997. Des extensions du réseau eurent lieu vers l'aéroport de San Francisco en 2003 et vers la Silicon Valley après 2017 :
█  11 septembre 1972 - Oakland (station MacArthur) - Fremont (44,8 km, douze stations)
█  29 janvier 1973 - Oakland (station MacArthur) - Richmond (17,6 km, six stations)
█  21 mai 1973 - Oakland (station MacArthur) - Concord (27,8 km, six stations)
█  5 novembre 1973 - San Francisco (station Montgomery Street ) - Daly City (12 km, huit stations)
█  █  █  16 septembre 1974 - Montgomery Street - connexion au réseau à l'est de la baie (12,8 km, une station West Oakland) avec la mise en service du Transbay Tunnel
█  █  █  27 mai 1976 - Station Embarcadero à San Francisco
█  16 décembre 1995 - Concord - North Concord/Martinez (3,7 km, une station)
█  █  24 février 1996 - Daly City - Colma (2,6 km, une station)
█  7 décembre 1996 - North Concord/Martinez - Pittsburg/Bay Point (7 km, une station)
█  10 mai 1997 - Bay Fair - Dublin/Pleasanton (19,6 km, deux stations)
█  22 juin 2003 - Colma - Milbrae (11 km, trois stations) ; █  (Colma) San Bruno - San Francisco International Airport (2 km, une station)
█  19 février 2011 - Station West Dublin/Pleasanton
█  22 novembre 2014 - Navette automatique Station Coliseum - Aéroport international d'Oakland (5,1 km, trois stations)
█ █  25 mars 2017 - Fremont - Warm Springs/SouthFremont (7,5 km, une station)
█  11 février 2019 (réouverture) - Aéroport international de San Francisco - Millbrae (2,7 km)
█ █  13 juin 2020 - Warm Springs/South Fremont - Berryessa/North San José (16 km, deux stations)

#### Le eBART
Le eBART (extension BART) est le nom de la ligne secondaire non électrifiée située dans l'est du comté de Contra Costa. L'American Public Transportation Association classe la ligne comme un train de banlieue, mais le BART l'inclut comme une seule dans la ligne jaune, baptisée Antioch – SFO.
Les voies à écartement normal et les trains eBART des trains légers diesel Stadler GTW, sont incompatibles avec ceux du système métro BART. La correspondance avec le métro s'effectue à la station Pittsburg / Bay Point. Cette ligne de 14,6 km fait la liaison entre Pittsburg / Bay Point et Antioch avec une station intermédiaire en se situant le long de la médiane de la State Route 4.

## Réseau actuel

### Aperçu général
| Symbole | Ligne                     | Type         | Parcours | Ouverture | Dernière extension | Longueur                | Nombre de stations |
| ------- | ------------------------- | ------------ | --- | --------- | ------------------ | ----------------------- | ------------------ |
|         | Orange                    | Métro        | Richmond ↔ Berryessa - North San José                                                                             | 1972      | 2020               | 82 km                   | 21                 |
|         | Jaune                     | Métro        | Aéroport international de San Franciso (avant 21h) / Millbrae (après 21h) ↔ Pittsburg Bay Point / Antioch (eBART) | 1973      | 2003               | 100,1 km (avec l'eBART) | 28 (avec l'eBART)  |
|         | Verte                     | Métro        | Daly City ↔ Berryessa - North San José                                                                            | 1974      | 2020               | 85 km                   | 22                 |
|         | Rouge                     | Métro        | Richmond ↔ Millbrae                                                                                               | 1976      | 2003               | 61,5 km                 | 24                 |
|         | Bleue                     | Métro        | Daly City ↔ Dublin Pleasanton                                                                                     | 1997      | -                  | 57,5 km                 | 18                 |
|         | Oakland Airport Connector | People Mover | Aéroport international d'Oakland ↔ Coliseum                                                                       | 2014      | -                  | 5,1 km                  | 2                  |

Le BART est un métro rapide desservant le centre-ville de San Francisco, Oakland et Berkeley et qui traverse la baie dans un tunnel. Il dessert quatre comtés dans les villes environnantes de San Francisco, comme Richmond dans le comté d'Alameda, Contra Costa, ou San Mateo. Quatorze stations se trouvent sur la péninsule de San Francisco, les autres à l'est de la baie.
Le service BART est divisé en cinq lignes désignées par des couleurs auxquelles s'ajoutent les navettes vers les aéroports d'Oakland (ligne Grise) et de San Francisco (ligne Violette). Quatre lignes desservent San Francisco par un tunnel sous Market Street ou une correspondance est possible vers le Muni Metro. Toutes les lignes desservent Oakland, mais une station n'est jamais desservie par plus de quatre lignes. Dans les banlieues, il n'y a généralement qu'une ou deux lignes.
Les sections du réseau sont : M, W et Y d'Oakland West à Millbrae, 43,5 km ; S de Berryessa / North San José à Fremont, 24,3 km ; A de Fremont au lac Merritt, 38,3 km ; R de Richmond à MacArthur, 16,4 km ; C de Pittsburg / Bay Point à Rockridge, 47,2 km ; L Dublin / Pleasanton à Bay Fair, 22 km  ; extension BART de Pittsburg / Bay Point à Antioch, 14,6 km et la navette automatique surélevée BART à l'aéroport international d'Oakland (OAK), 5,1 km. Soit un total de 191,7 km de réseau métro, de 14,6 km de ligne banlieue diesel et 5,1 km de navette automatique.
En 2004, le BART a été désigné comme le premier système de transit urbain aux États-Unis par l'American Public Transportation Association.

### Les stations
Le réseau comprend au total 50 stations. Les stations ont une hauteur de plate-forme de 991 mm.
Toutes les stations sont accessibles aux personnes à mobilité réduite.

## Équipements de la ligne

### Matériel roulant du métro
| Série       | Constructeur        | Livraison | Suppression | Nombre de voitures produites | Type         | Illustration |
| ----------- | ------------------- | --------- | ----------- | ---------------------------- | ------------ | ------------ |
| A           | Rohr                | 1968–1975 | 2024        | 59                           | Métro        |              |
| B           | Rohr                | 1971–1975 | 2024        | 380                          | Métro        |              |
| C1          | Alstom              | 1987–1990 | 2023        | 150                          | Métro        |              |
| C2          | Morrison–Knudsen    | 1994–1996 | 2021        | 80                           | Métro        |              |
| D           | Alstom / Bombardier | 2012–2024 | en service  | 310                          | Métro        |              |
| E           | Alstom / Bombardier | 2012–2024 | en service  | 465                          | Métro        |              |
| Cable Liner | Doppelmayr          | 2014      | en service  | 4                            | People Mover |              |
| GTW         | Stadler             | 2016      | en service  | 8                            | Train diesel |              |

Le matériel roulant du métro Bay Area Rapid Transit (BART) se compose de 782 unités électriques automotrices multiples, construites à partir de quatre commandes distinctes. Pour effectuer un trajet quotidien de pointe le matin, BART a besoin de 579 voitures. De ce nombre, 535 voitures devraient être en service actif ; les autres voitures servent à constituer des trains de réserve disponibles à tout moment. Les voitures restantes sont en cours de réparation, d'entretien ou de travaux de modification planifiés.

Un train du BART

Le parc commercial du BART comporte 662 voitures en service des quatre premières séries pour un total de 680 véhicules livrés entre 1968 et 1996. Depuis 2018, la société Bombardier livre une commande de 410 véhicules. BART utilise 120 véhicules de cette commande, ce qui porte à 782 le nombre de véhicules en service.
Toutes ces voitures sont des automotrices électriques (1 000 volts courant continu) avec 4 essieux moteurs de 150 CV chaque. La prise du courant s'effectue par 3e rail latéral. Ces voitures constituent des rames de 4 à 10 voitures selon les lignes et services. Avec 10 voitures les rames atteignent la longueur de 216 m, le record de longueur pour un métro aux États-Unis. Les essieux sont dotés de roues au profil différent de celui des roues ordinaires pour correspondre au profil tout aussi particulier des rails dont l'écartement est aussi spécifique (1 676 mm). Ces deux dernières contraintes renchérissent le coût du matériel pour un avantage contesté, celui d'une plus grande stabilité en cas de tremblement de terre. Le véhicule utilise un rail à bord plat, plutôt qu'un rail typique qui s'incline légèrement vers l'intérieur. Ces facteurs ont compliqué l'entretien du système, car il nécessite des essieux, des systèmes de freinage et des véhicules d'entretien des voies personnalisés.

#### Les véhicules A et B de Rohr Industries
Le contrat pour la production et la livraison des voitures a été signé avec Rohr Industries, de Chula Vista, en juillet 1969. Le contrat initial prévoyait la livraison de 250 voitures, avec les dix premiers véhicules prototypes, livrés au second semestre 1970, pour être testés. Par la suite, 200 voitures supplémentaires ont été commandés. La livraison de l'ensemble du parc de 450 véhicules sera terminée le 30 juillet 1975. Le parc se composait alors de 176 voitures A - avec des cabines de conduite à une extrémité et une porte à l'autre - et 274 voitures B sans cabine avec une porte d'intercirculation à chaque extrémité. Toutes les voitures BART sont motrices avec quatre moteurs de traction et des équipements de propulsion associés. La largeur de ces véhicules, soit 3,2 mètres,  les rend proches des véhicules des réseaux express régionaux. Les rames s'adaptent à la fréquentation aux périodes d'exploitation, rames courtes (deux véhicules) aux heures creuses et longues (jusqu'à dix véhicules) aux heures de pointe, mais la transformation prend un temps non négligeable.
À la suite d'un contrat de 1995, la société Adtranz / Bombardier a rénové la flotte au cours de la période 1998-2002 pour rendre les véhicules opérationnels pour 20 ans de plus, certaines voitures A étant transformées en voitures B. Actuellement[Quand ?], BART exploite 59 voitures A et 380 voitures B.

#### Les véhicules C d'Alsthom et Morrison-Knudsen
BART passa une seconde commande en 1982 de 150 véhicules (C-cars) à la société française Soferval (Alsthom). Les premiers véhicules seront livrés en mars 1985, les derniers le seront fin 1987. Ces véhicules ont avec une cabine de conduite à une extrémité mais également un arrangement des portes permettant de la transformer en intercirculation en isolant cette cabine, facilitant ainsi la transformation de la composition des trains. De ce lot, 148 véhicules sont encore en service.
Une autre commande de 50 véhicules du type C sera passée par le BART à la société américaine Morrison-Knudsen en 1992. Une commande complémentaire de 30 véhicules s'y ajoutera par la suite. De ce lot, 75 véhicules sont encore en service.

#### Les véhicules D et E Bombardier
Le BART considère que la durée de vie de ses véhicules les plus anciens ne devrait pas dépasser 30 ans. Les véhicules les plus anciens dépassant 40 ans d'exploitation et un million de km parcourus, de plus en plus sujets à des pannes et des réparations fréquentes, le BART décida en conséquence en 2009 de commencer le processus d'expansion et de remplacement de sa flotte de véhicules.
En 2010, BART reçoit les propositions de cinq fournisseurs et en présélectionne trois. Le financement n'est toutefois pas assuré en 2011. En mai 2012, un contrat de 896,3 millions de dollars est attribué au constructeur canadien Bombardier Transport avec une commande de 410 nouveaux véhicules, divisée en une commande de base de 260 véhicules et une option de 150 voitures supplémentaires. La voiture a été conçue par Morelli Designers. En novembre 2013, BART a acheté 365 voitures supplémentaires, soit une flotte totale de 775 véhicules. Conformément au Buy America Act et au contrat, au moins ⅔ du montant du contrat doit être dépensé en pièces fabriquées aux États-Unis.
La première voiture d'essai a été dévoilée en avril 2016 après approbation. Les dix premières voitures de série sont entrées en service, après avoir obtenu la certification CPUC, en janvier 2018. La livraison des 775 voitures devait initialement être terminée d'ici l'automne 2022. Bombardier a accepté d'accélérer la production (de 10 véhicules par mois à 16 véhicules par mois) pour que toutes les voitures soient disponibles d'ici fin de 2021 pour être en service d'ici 2022. En juin 2019, Bombardier annonce vouloir déplacer la production de son usine basée à New York vers une nouvelle installation conjointe avec Hitachi Rail à Pittsburg, en Californie. En novembre 2018, BART annonce avoir négocié que ses options d'achat atteignent un total de 1 200 voitures, mais cet accord ne semble toujours pas définitif. En décembre 2020, BART avait pris livraison de 282 voitures, dont 266 certifiées et 171 en service.
Cette nouvelle flotte se compose de deux types différents de configurations de voitures : avec cabine de conduite (voiture D), qui représentera 40% du parc, ou 310 voitures, et une voiture sans cabine (voiture E), qui constituera le reste du parc, soit 465 voitures. Toutes les voitures doivent être équipées de supports à vélos, de nouveaux sièges en vinyle (54 par voiture) et d'un système d'information des passagers. Une différence majeure par rapport aux voitures plus anciennes est la présence d'un ensemble supplémentaire de portes de chaque côté des nouvelles voitures pour accélérer l'embarquement et la descente. Deux espaces pour fauteuils roulants sont disposés au centre de la voiture.

### La signalisation et la conduite automatique
BART a été l'un des premiers systèmes de transport ferroviaire américain de toute taille à être substantiellement automatisé. L'acheminement et la répartition des trains et les ajustements pour la récupération d'horaires sont commandés et contrôlés par une combinaison de supervision informatique et humaine au centre de contrôle des opérations (OCC) situé dans la station Lake Merritt et au siège du Kaiser Center au centre-ville d'Oakland. Le mouvement des trains de gare à gare, y compris le contrôle de la vitesse et le maintien de la séparation entre les trains successifs, est entièrement automatique en fonctionnement normal. Les responsabilités de routine de l'opérateur sont l'émission d'annonces, la fermeture des portes après les arrêts de la gare et la surveillance de la voie devant les dangers. Dans des circonstances inhabituelles, l'opérateur contrôle le train manuellement à vitesse réduite. Les trains sont à conduite automatique, la signalisation est affichée en cabine.
La circulation des trains est commandée par un système informatique situé dans la station Lake Merritt, depuis le siège du BART, et respecte les horaires avec une grande ponctualité. Des opérateurs sont cependant présents pour faire des annonces, fermer les portes et diriger les trains en cas de difficultés imprévues.
Le premier contrat d'équipement majeur a été attribué en mai 1967 pour le premier système de contrôle de train entièrement automatique du pays. La soumission la plus basse fut celle de Westinghouse Electric Corporation avec 26,1 millions de dollars. Toutefois le système de contrôle des trains ne sera pas considéré comme suffisamment fiable par des experts. Ce système de transmission par circuits de voies à fréquence audio sera installé sur 119 km de voies. En 1989,  Westinghouse installe une seconde génération d'automatismes de train pour les lignes express.
En 1995 la société GRS (filiale Alstom depuis 1998) installe le système sur les extensions de lignes côté est de la baie, soit 30,6 km. C'est ce système qui sera également installé sur les extensions ultérieures des mêmes lignes mises en service en 2017 et 2020.

#### L'échec de l'AATC
En 1994, c'est un projet baptisé Advanced Automated Train Control (AATC) qui émerge. Le projet est d'abord attribué à Hughes Transportation Control Systems, puis transféré à la société Harmon Industries en 1998. Le contrat comprend deux phases - une phase de développement et une phase de mise en œuvre. Une fois achevé, l'AATC permettrait à BART d'augmenter la capacité du réseau sans véhicules supplémentaires. En septembre 1999, la phase de développement est annoncée proche du succès, Harmon Industries est autorisé en décembre à procéder à l'implantation du système basée sur la technologie du canton mobile employant les fréquences radio comme mode de transmission. En juin 2002, General Electric Transportation Systems Global Signaling (qui a repris Harmon Industries) est autorisé à déployer le système sur les lignes A et M (phase 3 du projet). En réalité, selon BART, General Electric Transportation Systems ne parviendra pas à mettre en service le système à la mi-2004 comme prévu et mettra fin au contrat en juin 2006.

### Alimentation traction
Les véhicules sont alimentés par troisième rail sous tension 1000 V cc.

## Exploitation et fréquentation
Chaque station est desservie dans chaque sens au minimum toutes les 15 minutes en théorie. En pratique la cadence assurée est de treize minutes à diviser par le nombre de lignes s'arrêtant dans la station sur des tronçons communs soit sous Market Street à San Francisco, un train toutes les trois à quatre minutes.

### Tarification

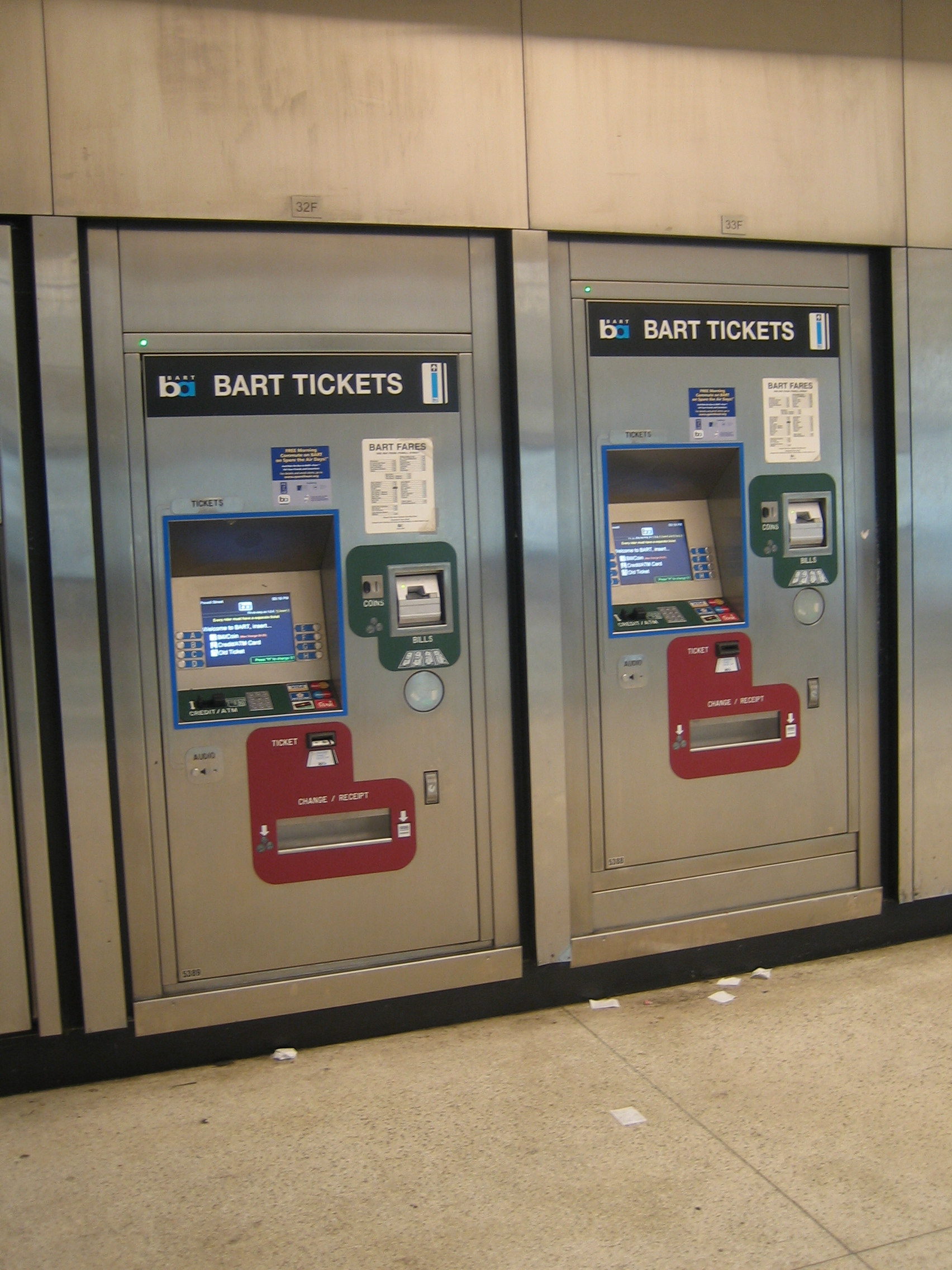
Distributeurs de tickets aux entrées et sorties de stations

Le titre de transport sur le BART n'est valable que sur celui-ci. Il fonctionne sur la base d'une carte à charger dans la station de départ et qui en fonction du trajet effectué débite le titre de transport. La recharge minimale est de 1,5 $. Le montant maximum requis est de 8 $ pour un trajet d'un terminus à l'autre.
Si vous n'avez pas suffisamment alimenté votre carte vous devrez le faire en sortant de la station ou les distributeurs calculent automatiquement combien il manque sur votre carte pour pouvoir retrouver la surface !
Le système est le même que celui utilisé dans le métro de Washington ou de Boston.

### Les incidents d'exploitation
En janvier 1979, un incendie d'origine électrique se produit sur un train pendant qu'il traverse le tube. En 1989, le séisme de Loma Prieta, le plus important depuis l'ouverture du Transbay Tube se produit. Par mesure de sécurité, le Transbay Tube est fermé, mais jugé sûr par les experts, il est rouvert six heures plus tard. De nombreuses routes sont endommagées et le Bay Bridge est inutilisable. La fréquentation du BART augmente par la même occasion de 12 %.

## Projets de développement
Hormis la phase II du projet BART Silicon Valley, les projets du BART sont plutôt orientés vers le maintien du système.
Une nouvelle station, Irvington, entre Fremont et Warm Springs/South Fremont, est envisagée pour 2026.

### Santa Clara Valley Transportation Authority (VTA) BART Silicon Valley phase II
Le début de la construction de ce projet est prévu pour 2022. L'extension vers le centre-ville de San Jose, la gare de San Jose, en lien avec le Caltrain et le métro léger, est lancée,. Avant de traverser l'I-101, le BART entrera dans un tunnel dans la vieille ville de San Jose. Plusieurs stations y sont prévues dont Alum Rock qui se situera au croisement entre la nationale et de Santa Clara Street. La station suivante Downtown San Jose sera sous Santa Clara street. La station Diridon / Arena sera située entre la San Jose Arena et la gare, qui est actuellement desservie par l'Amtrak, le Caltrain, l'ACE VTA et le Métro léger de San José. Le BART devrait ensuite virer vers le nord, en suivant la route du Caltrain et retrouvera la surface à Santa Clara après le passage sous la I-880.
La station Santa Clara serait située sur le même site que l'actuelle Santa Clara Caltrain station afin d'assurer la correspondance vers l'aéroport international de San José.

### Un nouveau système de commande des trains
Le BART envisage la modernisation de son système de contrôle des trains. BART espère ainsi en particulier augmenter la fréquence de passage des trains, actuellement 24 trains à l'heure à 30 trains par heure en 2032, dans la partie clé du système de métro, dont le Transbay Tube fait partie.
En août 2017, une demande de qualification et de propositions (RFQ / P) a été publiée à laquelle sept sociétés ont répondu. Après évaluation du meilleur rapport qualité-prix dans laquelle les propositions techniques pesaient plus que les propositions de prix, en décembre 2019, BART a annoncé que Hitachi Rail STS USA était le proposant privilégié pour la conception-construction d'un contrat de système CBTC. Après avoir obtenu des subventions fédérales, le 16 septembre 2020, BART a attribué le contrat à Hitachi Rail STS. La réalisation du projet prendra environ onze ans.
Pour soutenir la mise en œuvre du contrat de conception-construction Hitachi CBTC, BART a sélectionné deux consultants en ingénierie, Parsons et Systra / Hatch, pour fournir des services d'assistance à la conception pendant la construction, y compris la conception technique, l'ingénierie, la gestion de projet et le soutien à la supervision de la mise en œuvre. De plus, BART a sélectionné deux sociétés de gestion de la construction, Jacobs Engineering Group et CPM Associates pour fournir des services de supervision générale de la construction.